# والتر تيفيس
والتر «والت» ستون تيفيس (28 فبراير 1928  - 9 أغسطس 1984  ) روائي أمريكي وكاتب قصة قصيرة.

## الحياة و الوظيفة
ولد تيفيس في سان فرانسيسكو، كاليفورنيا في عام 1928 لأنا إليزابيث ووالتر ستون تيفيس. ولدت أخته بيتي عام 1925.
قرب نهاية الحرب العالمية الثانية، خدم تيفيس البالغ من العمر 17 عامًا في مسرح المحيط الهادئ كنجار في البحرية على متن السفينة يو إس إس هاميلتون.
بعد تسريحه، تخرج من المدرسة الثانوية من مدرسة المختبر النموذجية في عام 1945. التحق بجامعة كنتاكي، حيث حصل على درجتي البكالوريوس (1949) والماجستير (1954) في الأدب الإنجليزي. أثناء دراسته هناك، عمل تيفيس في قاعة البلياردو ونشر قصة عن البلياردو كتبت لصف غوثري. حضر لاحقًا ورشة عمل كتاب آيوا، حيث حصل على ماجستير في الكتابة الإبداعية في عام 1960.
درّس تيفيس الأدب الإنجليزي والكتابة الإبداعية في جامعة أوهايو في أثينس، أوهايو من عام 1965 إلى عام 1978، حيث تم تعيينه أستاذًا جامعيًا. كان تيفيس عضوًا في نقابة المؤلفين.

## الحياة الشخصية
تزوج تيفيس من جايمي جريجز في عام 1957 وظلوا معًا لأكثر من عشرين عامًا قبل الطلاق. كان لديهم طفلان، ابن ويليام توماس  وبنت جوليا آن.
كان تيفيس مدخنًا ومقامرًا ومدمنًا على الكحول، وغالبًا ما تضمنت أعماله هذه الرذائل كمواضيع مركزية. بسبب مرض في القلب، تم إعطاء تيفيس الفينوباربيتال في سن مبكرة. يعتبر هذا جزءًا من الإلهام لشخصية بيث هارمون في رواية مناورة الملكة. تمكن تيفيس من التغلب على إدمانه للكحول في السبعينيات بمساعدة مدمنو الكحول المجهولون.
قضى تيفيس سنواته الأخيرة في مدينة نيويورك ككاتب متفرغ،  حيث توفي بسرطان الرئة عام 1984. دفن تيفيس في ريتشموند، كنتاكي.
في عام 2003، نشرت جايمي غريغز تيفيس سيرتها الذاتية، حياتي مع المحتال. توفيت في 4 أغسطس 2006.
زوجته الثانية، إليانورا تيفيس توفيت في 9 ديسمبر 2016، في مستشفى بلفيو، بسبب انتحار.